# Toepolev Tu-28
De Toepolev Tu-28 (Russisch: Туполев Tу-28) (NAVO-codenaam: Fiddler) werd ontworpen in de Sovjet-Unie door Toepolev als een langeafstandsonderscheppingsjager. Hij is ook bekend als de Tu-128 en is nog altijd 's werelds grootste jachtvliegtuig.

## Ontwikkeling
In 1955 vaardigde de PVO een specificatie uit voor een langeafstandsonderscheppingsjager om het uitgestrekte territorium van de Sovjet-Unie te verdedigen. Dit was zo groot, dat het zelfs met veel betere economische omstandigheden onmogelijk was om een goede landgebaseerde luchtverdediging op te bouwen. Om het ontwerp van het benodigde bereik en mogelijkheid tot het dragen van een krachtige radar en raketten te voorzien, baseerde Toepolev het op de Tu-105 (Tu-22). De Tu-102 ontwikkelingstoestel vloog voor het eerst in 1959, met de eerste operationele versie, Tu-28P (Fiddler-A), in productie in 1963. Deze werd in productie vervangen door de definitieve Tu-128 (Fiddler-B).
Gebaseerd op de onsuccesvolle Tu-98 supersonische bommenwerper, had de Tu-28 een in het midden gemonteerde pijlvleugel met het hoofdlandingsgestel in pods onder de vleugels. Twee Ljoelka AL-7F-2 turbojet-motoren waren in de romp gemonteerd. In tegenstelling tot de Tu-22 is er geen intern bommenruim. De wapens worden meegedragen op vleugelpylonen, waarbij de romp werd gebruikt voor enorme brandstoftanks. De Tu-28P had twee bemanningsleden die achter elkaar zaten, met elk hun eigen cockpit.
Westerse experts dachten dat de Tu-102 een grote radar had, maar de bult zat vol apparatuur om het toestel te testen. De productie Tu-28P had een grote radome in zijn neus met een I-band zoekradar, bekend als 'Smerch' (Tornado, NAVO-codenaam: 'Big Nose'), met een detectiebereik van ongeveer 50 km en een lock-on bereik van ongeveer 40 km. Ondanks de kracht van de radar was het toestel afhankelijk van vanop grond gestuurde onderschepping om piloten naar hun doel te leiden. In latere jaren werkte hij vaak samen met de Tu-126 AEW. Als een pure onderschepper had de Tu-28P vrijwel geen ECM of defensieve avionica, niet eens een radarwaarschuwingsontvanger, zoals de kleinere Soechoj onderscheppers.
De Tu-28 was een pure onderschepper, en met zijn hoge vleugelbelasting, verouderde avionica en slecht zicht, evenals zijn hoge gewicht, was het duidelijk geen lenig vliegtuig. Hij was voornamelijk bedoeld om NAVO-bommenwerpers zoals de B-52 aan te vallen, en niet om te vechten met kleinere toestellen.
De bewapening van de Tu-28 bestond uit vier Bisnovat R-4 lucht-luchtraketten (NAVO-codenaam AA-5 'Ash'), meestal twee R-4R met semi-actieve radar en twee R-4T infrarood raketten. Deze wapens zijn nooit vervangen door nieuwere wapens.
De productie van de Tu-128 eindigde in 1970. De totale productie bedroeg 188 toestellen, waarvan twee derde in dienst bleef tot in de jaren '80. Verder werden er 10 trainers geproduceerd in 1971 en 4 werden er omgebouwd vanuit jagers, aangeduid met Tu-128UT, met een extra cockpit voor de normale cockpit van de piloot, in plaats van een radar. De Tu-128 werd uiteindelijk uitgefaseerd ten behoeve van toestellen als de MiG-31, al zijn er enkele nog tot 1992 in dienst gebleven. Opwaardeerprojecten, aangeduid als Tu-138 en Tu-148, werden al afgeblazen voordat er een prototype was gebouwd.
Bommenwerpers: TB-1 · TB-3 · Tu-2 · Tu-4 · Tu-14 · Tu-16 · Tu-20 · Tu-22 · Tu-22M · Tu-26 · Tu-95 · Tu-126 · Tu-160

Gevechtsvliegtuigen: R-6 · Tu-28 · Tu-128  —  Verkenningsvliegtuigen: Tu-95 · Tu-142

Verkeersvliegtuigen: Tu-104 · Tu-114 · Tu-124 · Tu-134 · Tu-144 · Tu-154 · Tu-204 · Tu-214 · Tu-244 · Tu-334 · Tu-444

Overig/Experimenteel: ANT-1 · ANT-2 · ANT-4 · ANT-7 · ANT-16 · ANT-20 · ANT-58 · ANT-103 · Tu-70 · Tu-72 · Tu-75 · Tu-80 · Tu-85 · Tu-91 · Tu-96 · Tu-98 · Tu-102 · Tu-105 · Tu-107 · Tu-110 · Tu-116 · Tu-119 · Tu-125 · Tu-155 · Tu-156 · Tu-206 · Tu-216